# Минулий час
Минулий час — дієслівна категорія, що означає дію або стан, які колись відбувались або вже відбулися до моменту висловлювання: сказав, пояснила, злякало, ходили.

## Українська мова
В українській мові, як і в інших східнослов'янських, минулий час є скороченою формою праслов'янського перфекта. У більшості українських діалектів і в літературній мові зникло дієслово-зв'язка — особова форма дієслова «бути», а саме дієслово минулого часу є колишнім активним дієприкметником (робилъ, ходилъ). Проте деякі говори у Карпатах зберегли цю зв'язку: скорочена особова форма дієслова «бути» приєднується до відповідної форми минулого часу у 1-й і 2-й особах. Наприклад, «робилисьмо» (< ми робили єсьмо), «паслисьмо» (< ми пасли єсьмо), «ходив'єм» (< я ходив єсьм); в інших говірках форма дієслова «бути» може стояти перед смисловим дієсловом: «Невельо єм ходив, уж єс зуновала // Уж єс свій облачок муровати дала» (лемківська пісня). Таким само способом утворюється минулий час і в польській мові, дещо інше (з окремим написанням зв'язки) — у чеській і словацькій. На відміну від східнослов'янських і західнослов'янських, у південнослов'янських мовах збереглася складна система праслов'янських минулих часів — перфект, аорист, імперфект.
Дієслова минулого часу змінюються за числами (хотів, хотіли), а в однині і за родами (хотів, хотіла, хотіло). Вони можуть мати доконаний (зробив, приїхав) і недоконаний (робив, їхав) вид.
Дієслова минулого часу утворюються від основи інфінітива (відкидання від неозначеної форми закінчення -ти) додаванням суфіксів: для чоловічого роду -в- (писав, малював, гуляв) й нульовим закінченням, для жіночого і середнього родів та множини — -л-, і закінчень: для жіночого роду -а (писала, малювала, їла), для середнього -о (писало, малювало, могло), для множини -и (писали, малювали, могли) .
Минулий час дієслів чоловічого роду також утворюється без суфікса, якщо основа неозначеної форми закінчується на приголосний: біг-ти — біг, нес-ти — ніс, допомог-ти — допоміг.
Українська мова має ще аналітичну форму давноминулого часу, яка складається з форм минулого часу цього дієслова та відповідних форм минулого часу допоміжного дієслова бути: ходив був, ходила була, ходили були.